# Сланцы (город)
Сла́нцы — город (с 1949 года) в России, административный центр Сланцевского городского поселения и Сланцевского района Ленинградской области. Является самым западным городом области.
Распоряжением Правительства РФ от 29 июля 2014 года № 1398-р «Об утверждении перечня моногородов» город включён в категорию «Монопрофильные муниципальные образования Российской Федерации (моногорода), в которых имеются риски ухудшения социально-экономического положения».

## История
Сланцы были основаны в связи с разработкой Гдовского месторождения горючих сланцев, открытого в 1926 году. Основателем города сланцевчане считают С. М. Кирова, бывшего первым секретарём Ленинградского обкома ВКП(б). По его инициативе 9 апреля 1930 года началось строительство опытно-эксплуатационного рудника. С 1996 года эта дата отмечается как день рождения города, хотя строительство посёлка началось фактически лишь в 1932 году. Первая из открытых шахт и центральная улица города носят имя С. М. Кирова.
Рабочий посёлок Сланцы в Гдовском районе Ленинградской области был образован 20 декабря 1934 года.
На месте нынешнего города существовало несколько сельских поселений, из которых наиболее значительные — Никольщина и Рудня — располагались на правом берегу реки Плюссы. Строительство рабочего посёлка началось на левом берегу, непосредственно возле шахты им. Кирова. Улица, застроенная высокими двухэтажными бараками, в которых селились шахтёры, получила название улицы Горняков; инженерно-технические работники размещались в одноэтажных домах на две семьи, которые образовали другую улицу — ИТР. Во время Великой Отечественной войны большинство зданий было разрушено.
С 11 марта 1941 года посёлок Сланцы становится центром Сланцевского района. 
Посёлок был освобождён от немецко-фашистских оккупантов 3 февраля 1944 года.
В 1949 году он был административно объединён с другим рабочим посёлком — Большие Лучки — и получил статус города.

## Физико-географические характеристики

### Географическое положение
Город расположен в западной части области на автодороге 41К-005 (Псков — Краколье) в месте примыкания к ней автодороги 41К-164 (Сланцы — Втроя) в 192 км от Санкт-Петербурга.
Через город протекает река Плюсса.

### Часовой пояс
Город Сланцы, как и вся Ленинградская область, находится в часовой зоне, обозначаемой по международному стандарту как Moscow Time Zone (MSK). Смещение относительно UTC составляет +3:00. Время в Сланцах опережает географическое поясное время на один час.

### Климат
| Показатель                    | Янв. | Фев. | Март | Апр. | Май  | Июнь | Июль | Авг. | Сен. | Окт. | Нояб. | Дек. | Год   |
| ----------------------------- | ---- | ---- | ---- | ---- | ---- | ---- | ---- | ---- | ---- | ---- | ----- | ---- | ----- |
| Средний суточный максимум, °C | −4   | −3   | 2,0  | 10,0 | 16,0 | 20,0 | 22,0 | 21,0 | 15,0 | 8,0  | 1,0   | −2   |       |
| Средний суточный минимум, °C  | −8   | −9   | −5   | 0    | 5,0  | 10,0 | 12,0 | 11,0 | 7,0  | 3,0  | −2    | −6   |       |
| Норма осадков, мм             | 39,6 | 30,1 | 29,1 | 25,2 | 39,4 | 63,1 | 54,9 | 73,3 | 46,9 | 48,6 | 44,3  | 38   | 531,5 |
| Источник: RUS                 |      |      |      |      |      |      |      |      |      |      |       |      |       |

## Символика
Сланцевское городское поселение имеет свой флаг, утверждённый 31 августа 2010 года и внесённый в Государственный геральдический регистр Российской Федерации с присвоением регистрационного номера 6299.

## Население
| 1935    | 1939    | 1945    | 1949    | 1959    | 1967    | 1970    | 1979    | 1989    | 1992    | 1996    | 1998    |
| ------- | ------- | ------- | ------- | ------- | ------- | ------- | ------- | ------- | ------- | ------- | ------- |
| 6700    | ↗7608   | ↘1900   | ↗12 777 | ↗35 303 | ↗39 000 | ↗41 146 | ↗42 303 | ↗43 087 | ↘42 600 | ↘41 000 | ↘40 500 |
| 2000    | 2001    | 2002    | 2003    | 2005    | 2006    | 2007    | 2008    | 2009    | 2010    | 2011    | 2012    |
| ↘39 900 | ↘39 600 | ↘37 371 | ↗37 400 | ↘36 400 | ↘35 300 | →35 300 | ↘35 000 | ↘34 544 | ↘33 485 | ↗33 500 | ↘33 245 |
| 2013    | 2014    | 2015    | 2016    | 2017    | 2018    | 2019    | 2020    | 2021    | 2023    | 2024    | 2025    |
| ↗33 249 | ↘33 154 | ↗33 300 | ↘33 037 | ↘32 838 | ↘32 508 | ↘32 337 | ↘32 169 | ↗34 628 | ↘34 113 | ↘33 514 | ↘32 984 |

Изменение численности населения:
На 1 января 2025 года по численности населения город находился на 458-м месте из 1124 городов Российской Федерации.
Национальный состав
По итогам переписи населения 2020 года проживали следующие национальности (национальности менее 0,1 % и другое, см. в сноске к строке «Другие»):
| Национальность | Численность, чел. | Доля     |
| -------------- | ----------------- | -------- |
| Русские        | 32 031            | 92,50 %  |
| Таджики        | 236               | 0,68 %   |
| Украинцы       | 206               | 0,59 %   |
| Белорусы       | 174               | 0,50 %   |
| Киргизы        | 172               | 0,50 %   |
| Азербайджанцы  | 105               | 0,30 %   |
| Узбеки         | 96                | 0,28 %   |
| Казахи         | 85                | 0,25 %   |
| Армяне         | 80                | 0,23 %   |
| Татары         | 56                | 0,16 %   |
| Другие         | 1387              | 4,01 %   |
| Итого          | 34 628            | 100,00 % |

## Учреждения культуры

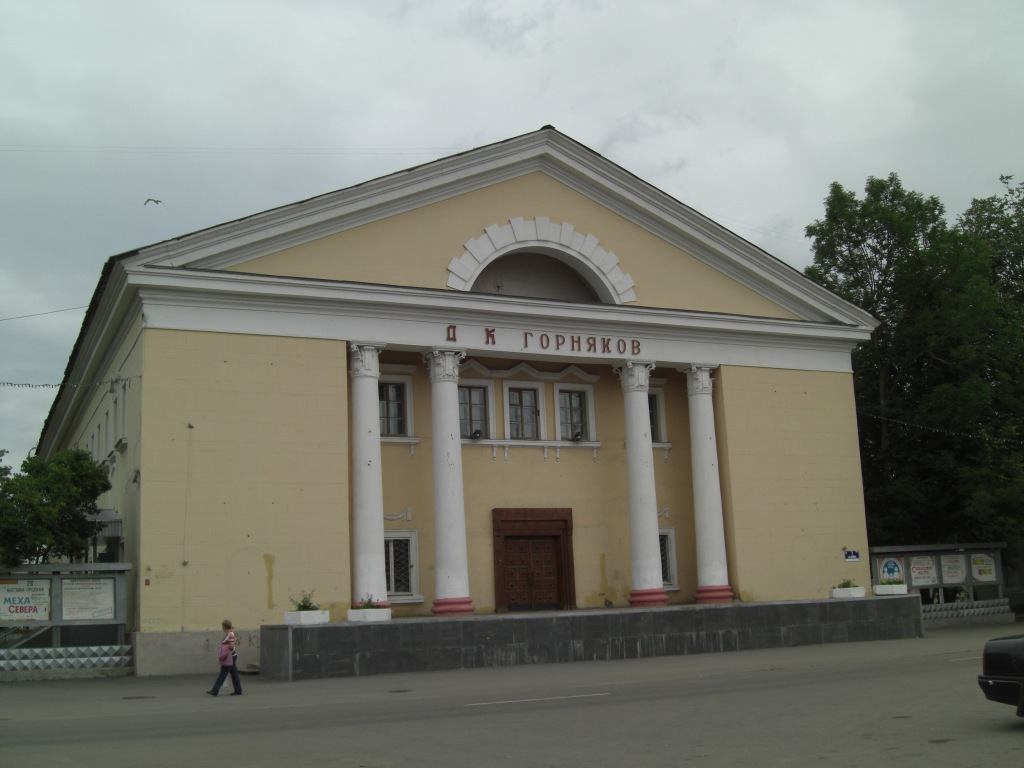
Городской Дом культуры

- Городской дом культуры (бывший Дом культуры горняков)
- Культурно-досуговый центр
- Сланцевская центральная городская библиотека (МКУК «СМЦРБ»)
- Народный молодёжный театр «Бумс»

## Инфраструктура

### Жилищно-коммунальное хозяйство
- ГУП «Леноблводоканал»
- МП «ГУЖК»
- ОАО «Нева-Энергия»
- 8 управляющих компаний
- 4 товарищества собственников жилья (ТСЖ)
- 8 жилищно-строительных кооператива (ЖСК)

### Транспорт

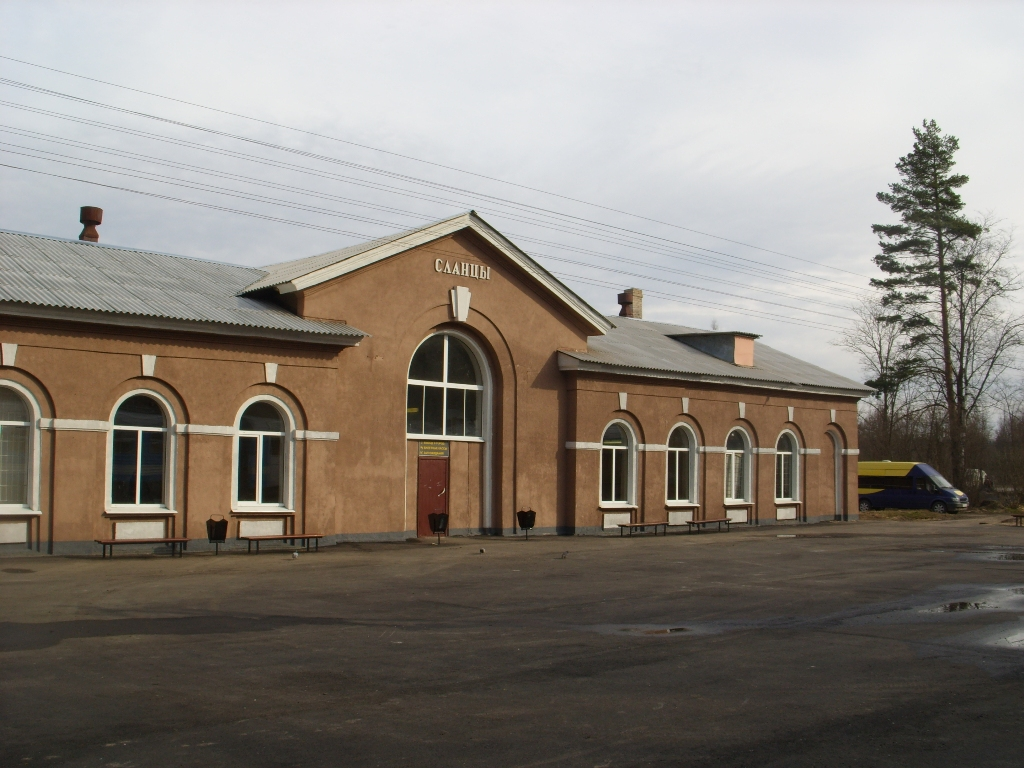
Железнодорожный вокзал в Сланцах

Автомобильным транспортом город и район связан с Санкт-Петербургом, Псковом, Гдовом.
Общая протяжённость автомобильных дорог в Сланцевском муниципальном районе составляет 1874,44 км.
Осуществляется междугородное автобусное сообщение с Санкт-Петербургом, Псковом, Кингисеппом, Гдовом. Функционируют пригородные и городские автобусные маршруты, а также маршрутные такси.
Объём пассажиропотока за 2012 год составил 1654 тыс. чел., в том числе:
- МП «Сланцы-ПАП» — 230,6 тыс. чел.;
- МП «Сланцыпассажиравтотранс» — 24,5 тыс. чел.;
- Индивидуальные предприниматели — 2905 чел.

Имеются две товарные станции: Сланцы-Товарные и Рудничная, а также железнодорожный вокзал. Город расположен на железнодорожной линии Веймарн — Гдов. Пассажирские перевозки на этой линии с 8 октября 2009 года осуществляются пять раз в неделю дизель-электропоездом ДТ1, грузового сообщения почти нет.

### Средства связи и массовой информации
В городе выпускается местная газета «Знамя труда», тираж 4500 экземпляров.
Оператором стационарной связи является ПАО Ростелеком. Код Сланцев — +7 81374, городские номера — пятизначные. Услуги мобильной связи предоставляют «МТС», «Билайн», «МегаФон» и «Tele2».
В городе действуют пять отделений «Почты России». Почтовые индексы: 188560—188565.
Подключение к сети Интернет на территории города и в ближайших пригородах осуществляет ПАО «Ростелеком» по технологии ADSL, ООО «КОНТАКТ», ООО «NNT», ООО «Электроник», по технологии Ethernet, ООО «КОНТАКТ» по технологиям Ethernet, PON, Wi-Fi.
Кабельное телевидение (аналоговое и цифровое телевидение стандарта DVB-C) предоставляет ООО «КОНТАКТ».
Интерактивное телевидение (формата OTT) предоставляет ПАО «Ростелеком» (ОТТ), ООО «КОНТАКТ» (IPTV, OTT), ООО «Электроник» (OTT).
Оператор стационарной внутризоновой телефонной связи ПАО «Ростелеком». Код внутризоновой связи — +7 81374, городские номера — пятизначные.

## Местное самоуправление

### Городской бюджет
Доходы и расходы городского бюджета представлены в таблице:
|                            | 2016    | 2017    | 2018    | 2019    | 2020    |
| -------------------------- | ------- | ------- | ------- | ------- | ------- |
| Доходы бюджета, тыс. руб.  | 497 292 | 322 045 | 337 306 | 405 149 | 409 365 |
| Расходы бюджета, тыс. руб. | 528 035 | 301 877 | 354 503 | 438 452 | 425 694 |
| Профицит/дефицит (-)       | (-)     | (-)     | (-)     | (-)     | 15000   |

Муниципальный заказ осуществляется путём проведения конкурсов, аукционов и запросов котировок.

## Образование
В Сланцах имеется десять муниципальных дошкольных образовательных учреждений. Из учреждений среднего школьного образования в городе насчитывается 4 средних общеобразовательных школы (№ 1, № 2, № 3, № 6), 1 школа-интернат (№ 7). Также имеются детская художественная школа, детская музыкальная школа, детско-юношеская спортивная школа, боксёрский клуб, дом детского творчества. Имеется заведение средне-специального образования — Государственное бюджетное профессиональное образовательное учреждение Ленинградской области «Сланцевский индустриальный техникум» (СИТ).

## Известные уроженцы
- Алексей Дмитрик — легкоатлет, прыгун в высоту
- Лариса Пелешенко — легкоатлетка, толкательница ядра
- Юлия Михальчик — российская певица, композитор и автор песен
- Вячеслав Дацик — российский боец смешанного стиля

## Галерея

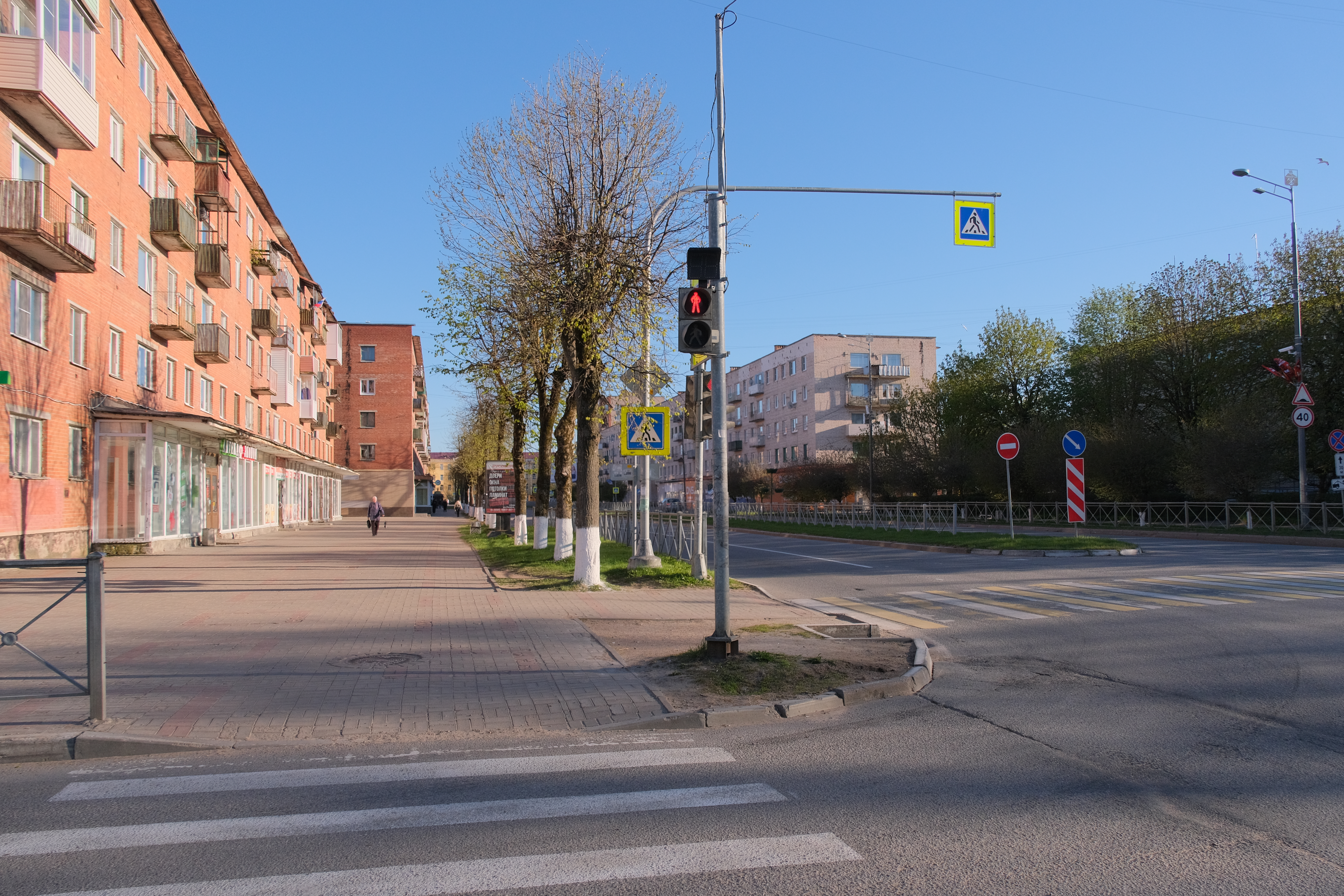
Центральная часть города
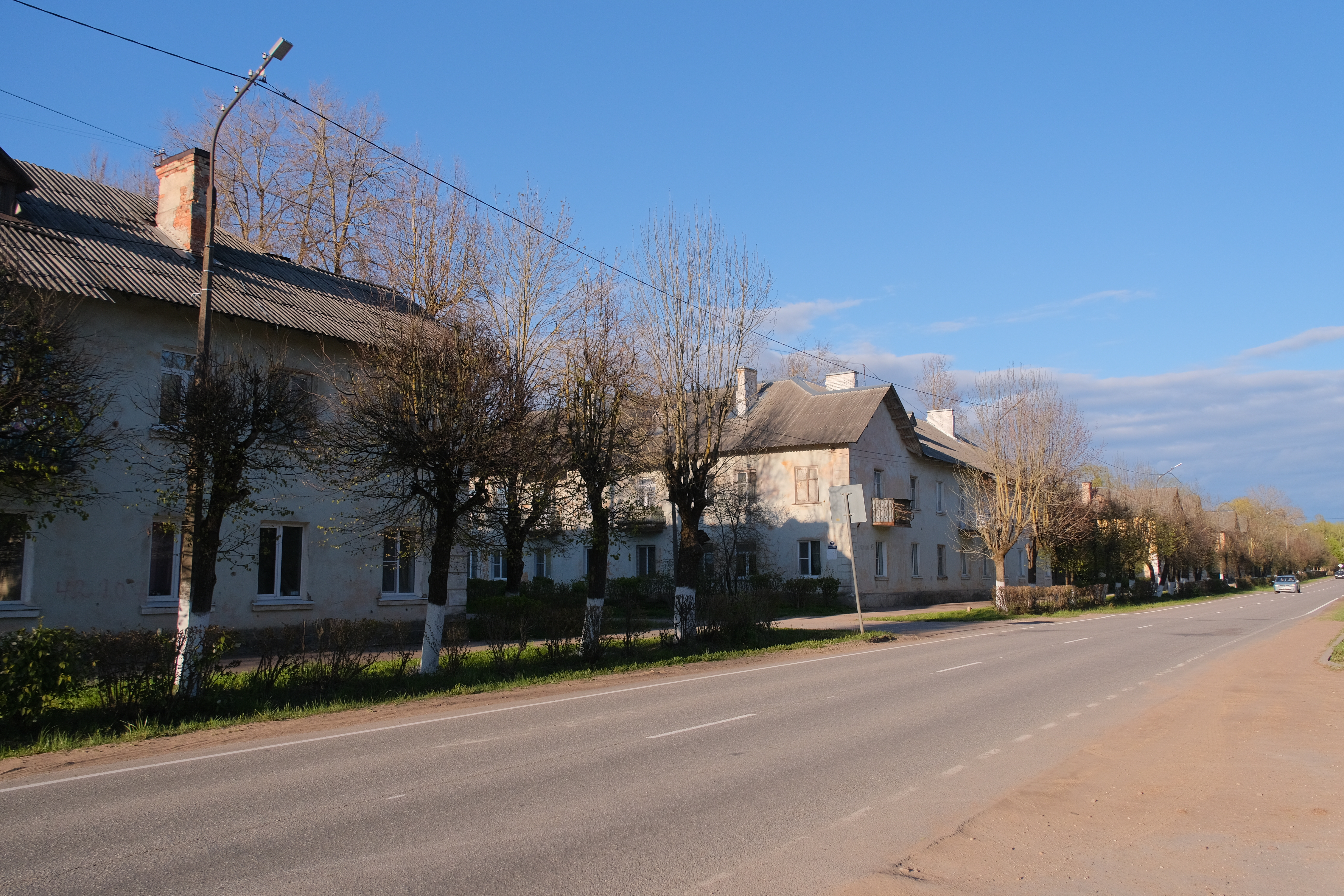
Большие Лучки
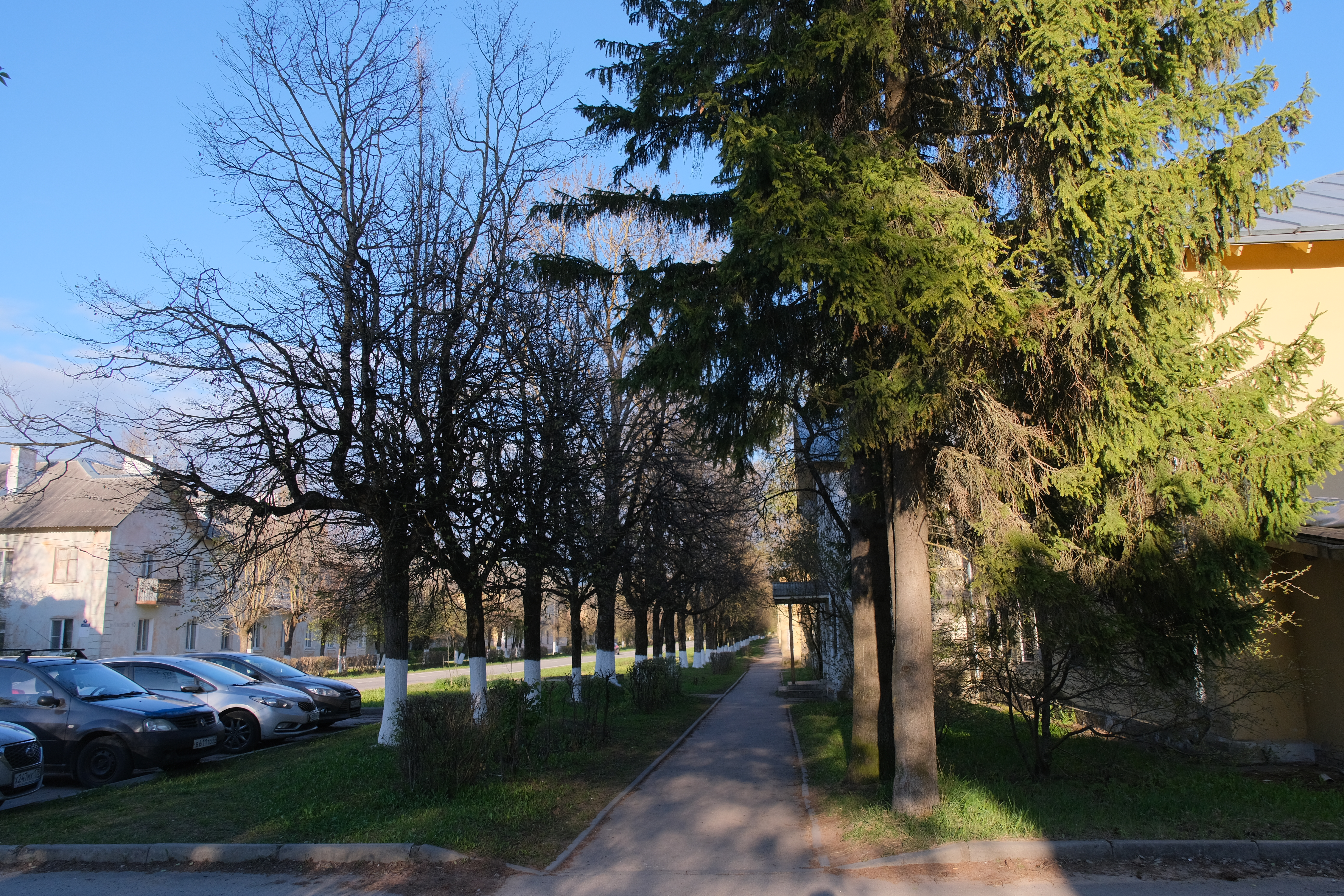
Большие Лучки
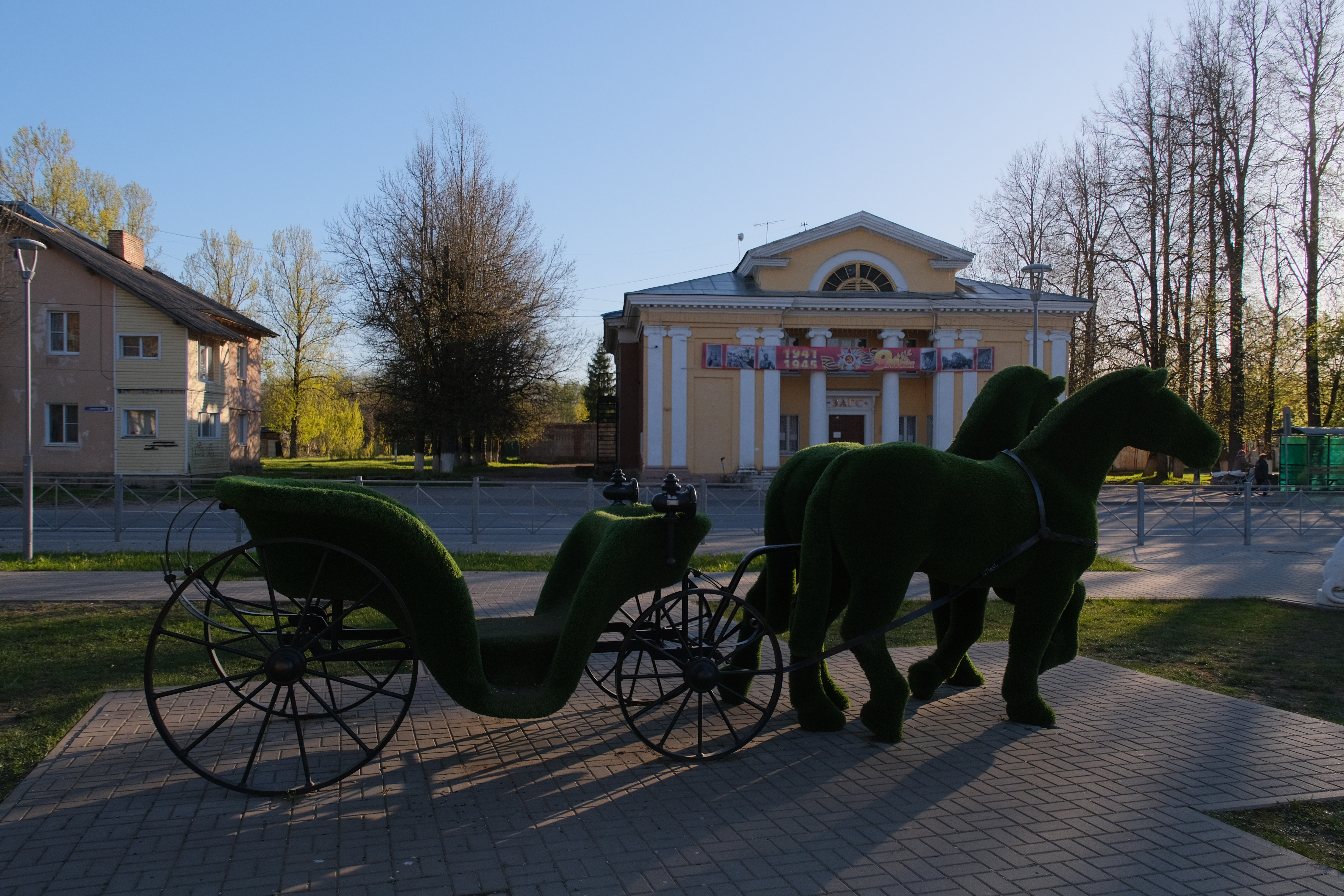
Большие Лучки
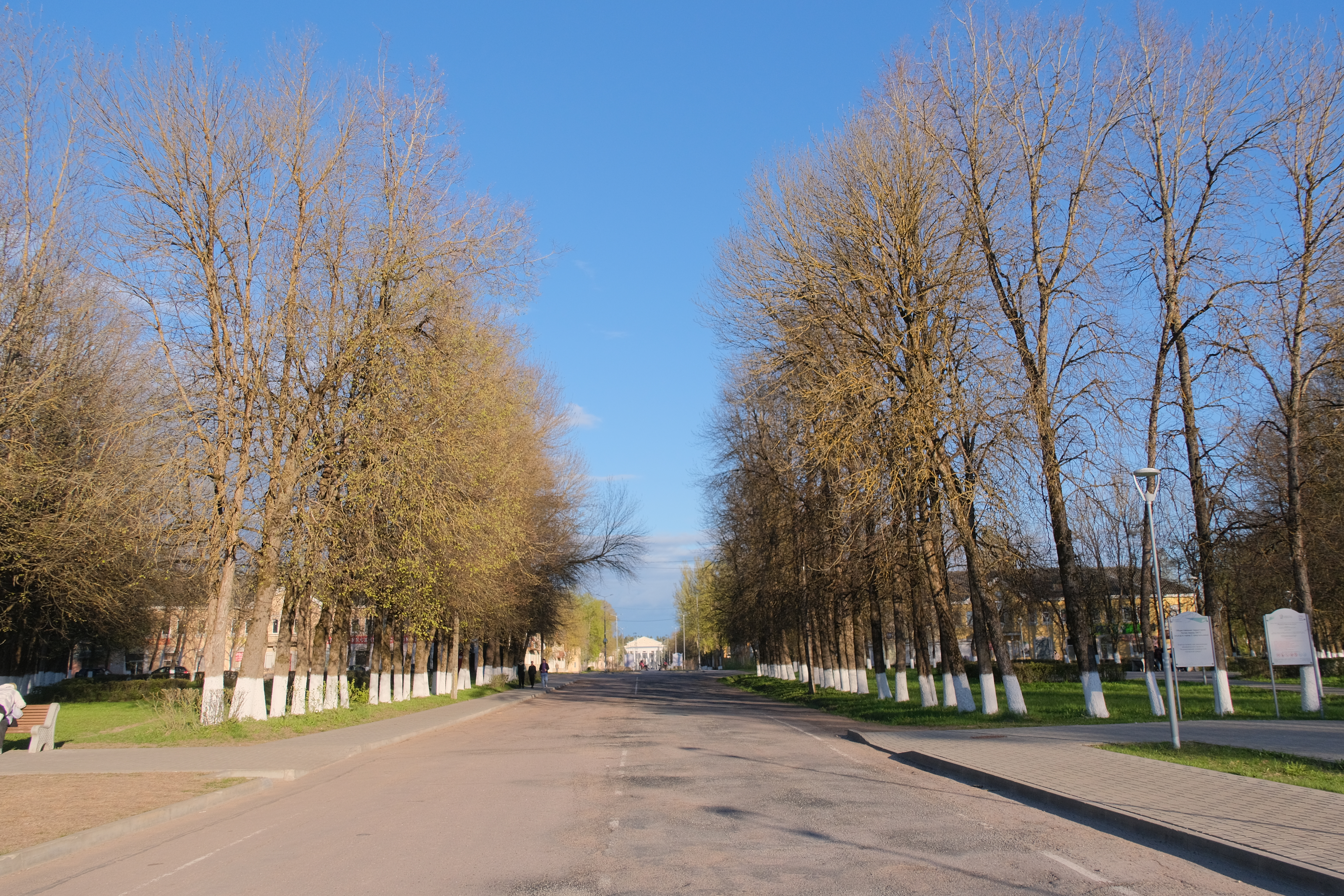
Большие Лучки